# Убанги
Убанги је око 1120 km дуга ријека у Централној Африци и десна притока Конга. Она почиње на ушћу река Мбомоу (средњи годишњи проток 1.350 m3/s) и Уеле (средњи годишњи проток 1.550 m3/s) и тече ка западу , формирајући границу између Централноафричке Републике (ЦАР) и Демократске Републике Конго. Након тога, Убанги савија на југозапад и пролази кроз Банги, главни град ЦАР, након чега тече на југ – формирајући границу између Демократске Републике Конго и Републике Конго. Убанги се коначно спаја са реком Конго код Лиранге.
Укупна дужина Убангија са Уелеом, његовом најдужом притоком, износи 2.270 km (1.410 mi). Слив Убангија је око 651.915 km2 (251.706 sq mi). Средњи годишњи проток на ушћу је 5.936 m3/s. Његов проток у Бангију креће се од око 800 m3/s (28.000 cu ft/s) до 11.000 m3/s (390.000 cu ft/s), са просечним протоком од око 4.000 m3/s (140.000 cu ft/s). Верује се да се горњи ток Убангија првобитно уливао у реку Шари и језеро Чад пре него што их је заузео Конго у раном плеистоцену.
Заједно са реком Конго, представља важну транспортну артерију за речне бродове између Бангија и Бразавила. Од свог извора до 100 km (62 mi) испод Бангија, Убанги дефинише границу између Централноафричке Републике и Демократске Републике Конго (DRC). Након тога, формира границу између DRC и Републике Конго све док се не улије у реку Конго.

## Пројекат допуњавања језера Чад
Шездесетих година 20. века предложен је план за преусмеравање вода са Убангија на реку Шари. Према плану, названом Трансаква, вода из Убангија би ревитализовала језеро Чад и обезбедила егзистенцију у риболову и побољшаној пољопривреди десетинама милиона централноафриканаца и Сахелијаца. Шеме преноса воде између базена су 1980-их и 1990-их предложили нигеријски инжењер Ј. Умолу и италијанска фирма Бонифика.
Године 1994, Комисија за басен језера Чад (LCBC) је предложила сличан пројекат, а на самиту у марту 2008. шефови држава чланица LCBC су се обавезали на пројекат преусмеравања. У априлу 2008. LCBC је објавио захтев за предлоге за студију изводљивости.

## Ток реке
Убанги настаје спајањем ријека Мбомоу и Уеле, на граници Демократске Републике Конго и Централноафричке Републике, код мјеста Јакома. Следећих 370 km тече на запад, након чега својим током прави лук на југозапад када тече кроз главни град Централноафричке Републике Банги. Око 100 km после Бангујиа, формира природну границу наведених земаља. Након тога па све до ушћа у ријеку Конго, формира границу између Демократске Републике Конго и Републике Конго. Ушће Убангија у Конго се налази око 550 km јужно од Бангуиа и око 90 km југозападно од Мбандаке.
Заједно са ријеком Уеле, својом лијевом притоком, ријека Убанги је дуга 2.272 km.
У Централноафричкој Републици, посебно после Бангујиа, Убанги је плован и чини једну од значајнијих саобраћајница, пошто су у кишном периоду, скоро сви путеви непроходни. Убанги је осим тога и природно станиште ријетке врсте зубатог шарана - Epiplatys multifasciatus.